# Ray Jones (priester)
David Raymond Jones QHC (Carmarthenshire, 18 maart 1934) is een priester van de Church of England en voormalig aalmoezenier van de Royal Navy. Jones was Directeur van Ordinatie voor de Royal Navy van 1977 tot 1980 en een ere-aalmoezenier van de koningin (Honorary Chaplain to the Queen) van 1984 tot 1989. Hij was directeur van de Goddelijke genezingmissie (Divine Healing Mission) van 1989 tot 1997.
Jones werd opgeleid bij twee public schools in het Verenigd Koninkrijk. Hij volgde St Catherine's College (Oxford) en Wycliffe Hall (Oxford) van 1954 tot 1961. In september 1958 werd Jones gewijd in de Church of England in de Kathedraal van Exeter. Zijn carrière begon toen hij kapelaan was in Sint-Davidskerk (Exeter) van september 1958 tot juli 1960. Daarna was hij kapelaan in Tamerton Foliot van juli 1960 tot januari 1961 en in de Kerk van Heilige Mary (Bideford) van januari 1961 tot september 1963.
Jones kwam in september 1966 bij de Royal Navy. Hij was kapelaan van verschillende Britse marineschepen, waaronder HMS Drake, HMS Illustrious, HMS Invincible, HMS Mercury, HMS Osprey en HMS Triumph. Hij diende ook in de Falklandoorlog en diende als aalmoezenier van het belangrijkste ziekenhuis en de basis van de Royal Navy op Malta. Van 1977 tot 1980 was hij Directeur van Ordinatie voor de Royal Navy. In 1978 keerde hij terug naar Engeland om de functie van Naval Director van de Royal Army Chaplains' Department op zich te nemen, gevestigd in Andover (Hampshire). Op 11 juni 1984 werd hij benoemd tot ere-aalmoezenier van de koningin (Honorary Chaplain to the Queen).
In 1989 verliet Jones de marine en kreeg hij de functie van directeur van de Goddelijke genezingmissie (Divine Healing Mission). Het was een christelijke genezingsopwekking door de Church of England in Crowhurst (East Sussex).